# Raumschiff Erde

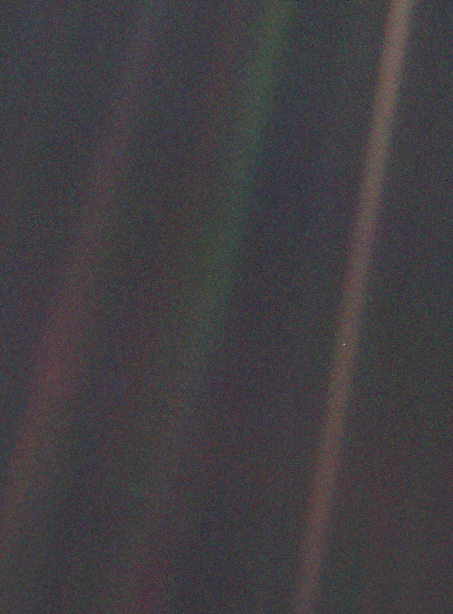
Zum Erkennen bitte auf das Bild klicken: Das Raumschiff Erde als winziger „blassblauer Punkt“ („Pale Blue Dot“) aus einer Entfernung von etwa 40,5 AU (ca. 6 Mrd. km), aufgenommen von der Raumsonde Voyager 1 am 14. Februar 1990.

Raumschiff Erde (englisch Spaceship Earth) ist eine Metapher, die den Planeten Erde und seine Bevölkerung mit einem Raumschiff vergleicht. Sie setzt die Ausmaße und Ressourcen der Erdkugel in Bezug zum ungleich größeren, lebensfeindlichen Universum und verdeutlicht damit sowohl ihre Begrenztheit als auch die Unmöglichkeit eines anderen Zuhauses für die Menschheit. Sie kann im Raumfahrtzeitalter auch als Neufassung der Redensart „Wir sitzen alle im selben Boot“ verstanden werden. Die Metapher wurde häufig rezipiert und unter anderem mit dem Hinweis „Das Raumschiff Erde hat keinen Notausgang“ zu einem wichtigen rhetorischen Bild in der Diskussion um Umweltprobleme.

## Henry George 1879
Nachweislich verwendet wurde das Bild von der Erde als einem Schiff im Weltraum erstmals 1879 von dem US-amerikanischen Ökonomen Henry George in seinem  Werk Progress and Poverty:

„It is a well-provisioned ship, this on which we sail through space.“

„Es ist ein gut ausgestattetes Schiff, auf welchem wir durch das All fahren.“

## Verwendung in den 1960er und 1970er Jahren

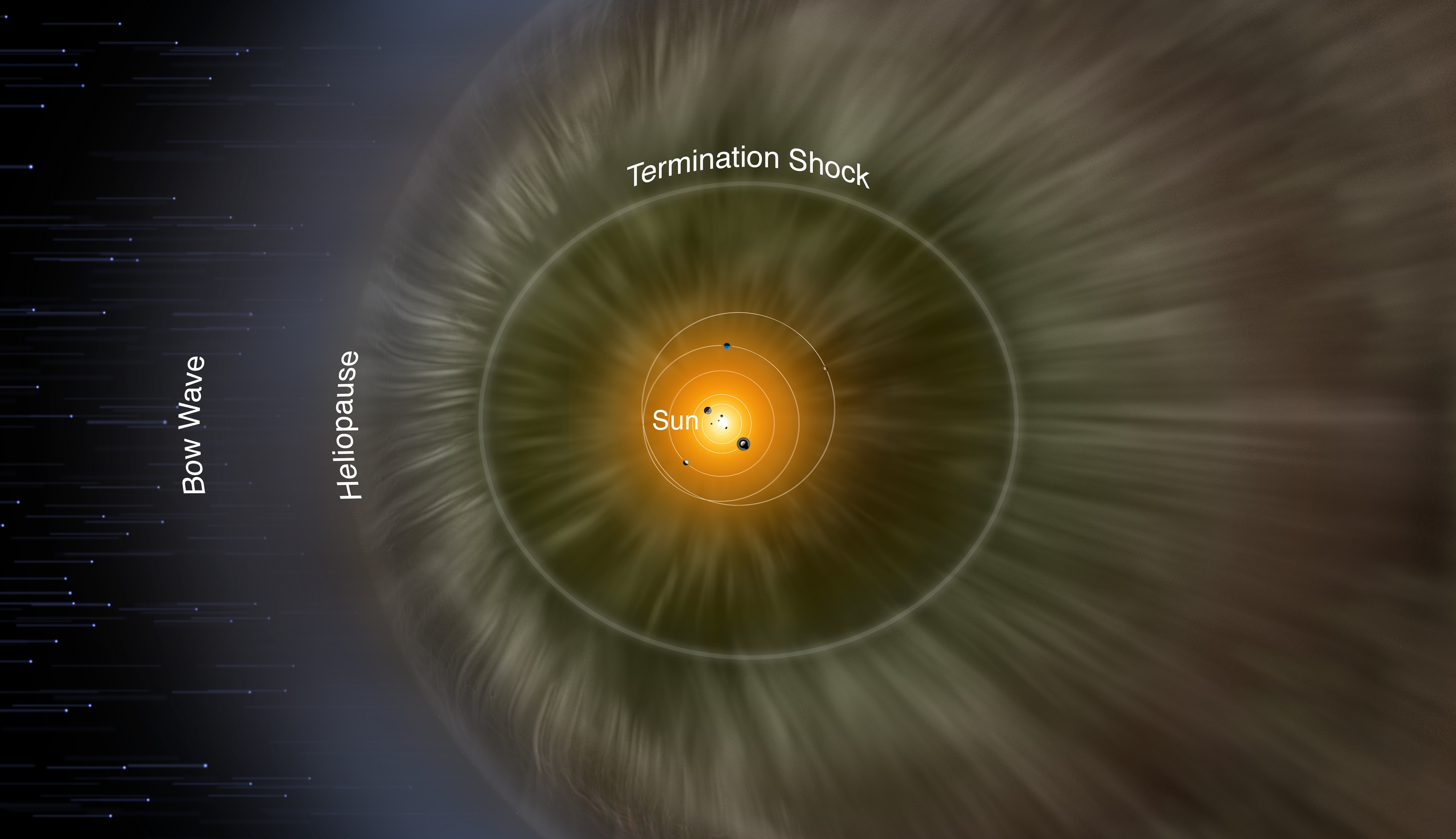
Die Heliosphäre unter dem Einfluss des interstellaren Mediums

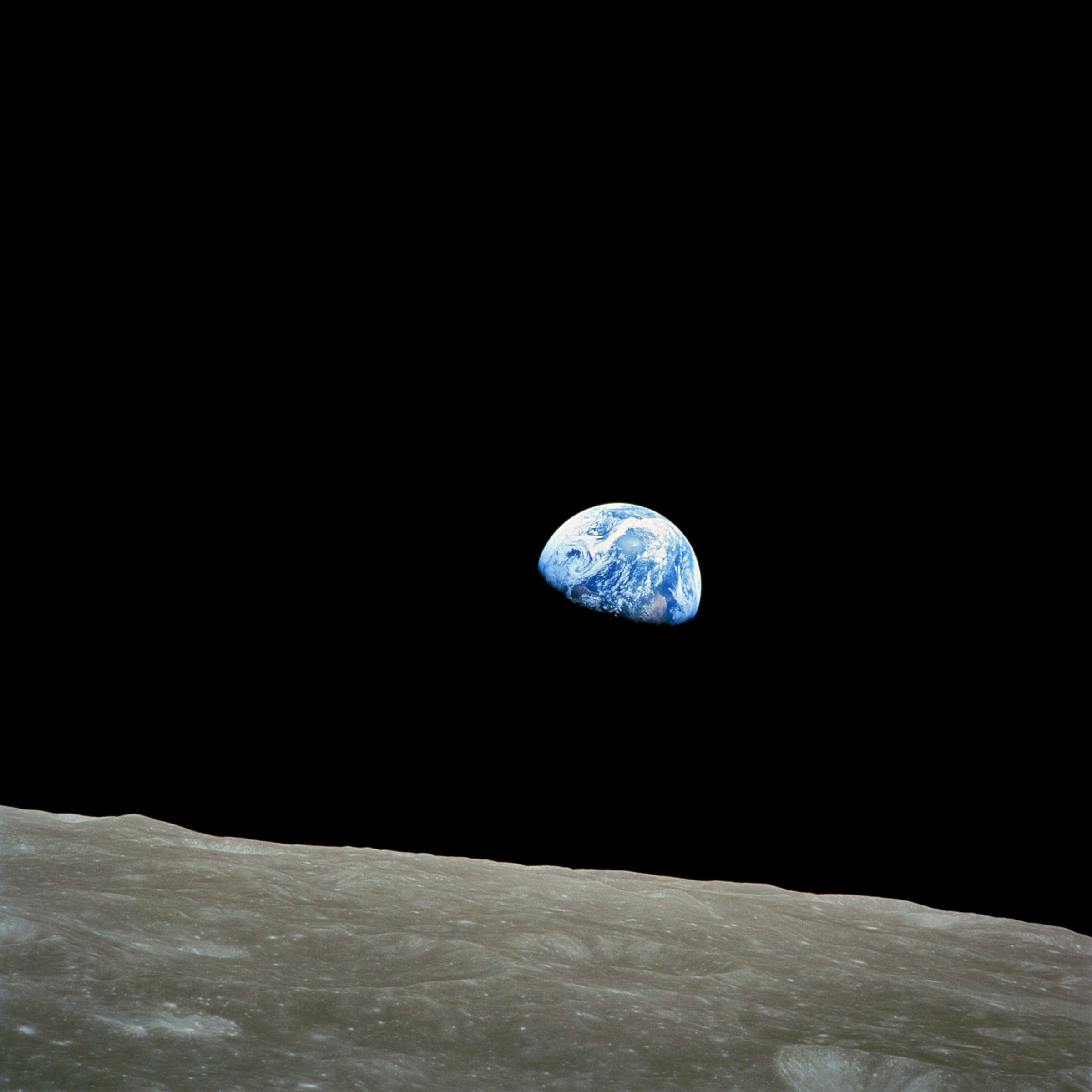
Earthrise, aufgenommen am 24. Dezember 1968

Mit dem Beginn des Raumfahrtzeitalters und der modernen Umweltbewegung in den 1960er Jahren wurde der Begriff „Raumschiff Erde“ von verschiedenen Personen verwendet und verbreitet.
Der US-amerikanische Philosoph und Erfinder Richard Buckminster Fuller benutzte den Begriff angeblich bereits 1951 in einer Diskussion über das amerikanische Raketenprogramm. Er wurde mit seinem Buch Operating Manual for Spaceship Earth bekannt, das 1968 erschien.
1965 sprach Adlai Stevenson, zuvor US-Gouverneur und zweifacher Präsidentschaftskandidat, fünf Tage vor seinem Tod im Wirtschafts- und Sozialrat der Vereinten Nationen:

„We travel together, passengers on a little space ship, dependent on its vulnerable reserves of air and soil; all committed for our safety to its security and peace; preserved from annihilation only by the care, the work, and, I will say, the love we give our fragile craft. We cannot maintain it half fortunate, half miserable, half confident, half despairing, half slave — to the ancient enemies of man — half free in a liberation of resources undreamed of until this day. No craft, no crew can travel safely with such vast contradictions. On their resolution depends the survival of us all.“

„Wir reisen zusammen, Reisende auf einem kleinen Raumschiff, abhängig von seinen gefährdeten Reserven an Luft und Erde; alle zu unserer eigenen Sicherheit seinem Schutz und Frieden verpflichtet; bewahrt vor der Vernichtung nur durch die Fürsorge, Arbeit und, ich möchte sagen, die Liebe, die wir dem zerbrechlichen Fahrzeug geben. Wir können es nicht instand halten halb glücklich, halb elend, halb zuversichtlich, halb verzweifelt, halb Sklave – der alten Feinde der Menschen – halb frei, mit einer bis zum heutigen Tag nie erträumten Freisetzung von Ressourcen. Kein Fahrzeug, keine Besatzung kann mit solch enormen Widersprüchen sicher reisen. Von ihrer Auflösung hängt unser aller Überleben ab.“

Eine Freundin von Stevenson, die international einflussreiche Ökonomin Barbara Ward, betitelte 1966 ihr Buch über nachhaltige Entwicklung Spaceship Earth.
Ebenfalls 1966 benutzte der US-amerikanische Wirtschaftswissenschaftler Kenneth E. Boulding die Phrase im Titel seines Essays The Economics of the Coming Spaceship Earth.

„Die geschlossene Ökonomie der Zukunft könnte man entsprechend die »Raumfahrer«-Ökonomie nennen. Die Erde ist zu einem einzigen Raumschiff geworden, auf dem alle Vorratslager, die man anzapfen oder verschmutzen könnte, begrenzt sind, so dass der Mensch seinen Platz in einem zyklischen ökologischen System finden muss, dem ständige Reproduktion in materieller Form möglich ist, wozu es allerdings Energieinput braucht.“

Bouldings Text ist der Versuch einer theoretischen Fundierung einer nicht-wachstumsorientierten Wirtschaft und sein zentraler Beitrag zur damaligen Umweltdebatte. Er ist von Ökologischen Ökonomen häufig rezipiert worden.
Mit seinem 1965 erschienenen Buch Unser blauer Planet prägte Heinz Haber den gängigen Begriff für das Bild der Erde, wie es durch die nun veröffentlichten Fotos aus dem All ins allgemeine Bewusstsein drang. 1968 erschienen Aufnahmen, die den ganzen blauen Planeten zeigten, so auf der Erstausgabe des Whole Earth Catalog und dann Earthrise. James Lovelock brachte dies zur Formulierung der Gaia-Hypothese.
Der UN-Generalsekretär U Thant sprach vom „Spaceship Earth“ 1971 während der Zeremonie des Läutens der Weltfriedensglocke in New York.

## „Fukushima 2011“

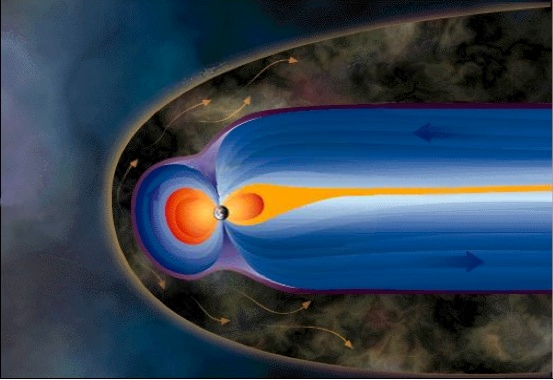
Die Magnetosphäre schützt die Erde vor dem Sonnenwind: Auf der Tagseite entsteht eine Bugstoßwelle, auf der Nachtseite ein langer Magnetschweif.

Eine Zusammenstellung vergangener Beiträge zum Zustand der Erde, auch im Hinblick auf die Herausbildung des Begriffs Anthropozän, von Paul Crutzen, Mike Davis, Michael D. Mastrandrea, Stephen H. Schneider und Peter Sloterdijk hatte 2011 – nach der Nuklearkatastrophe von Fukushima – den Titel Das Raumschiff Erde hat keinen Notausgang.
Die Metapher von der Erde als Raumschiff erlaubte es der Autorenschaft, „den Triumph der Natur- und Technikwissenschaften einerseits und die Vorstellungen von der Fragilität des Lebens andererseits in Einklang zu bringen“. Kein anderes Bild habe „die Zwangslage des späteren 20. Jahrhunderts besser ausdrücken“ und Krise und Fortschritt als zentrale Figuren zugleich repräsentieren können. So konnte sich die Metapher über die Jahre als räumliche Vorstellung für die „Grenzen des Wachstums“ etablieren.

## Overview-Effekt
Seit die Erde von Menschen aus dem Weltall betrachtet und wahrgenommen wurde, erlebten Raumfahrer beim ersten Anblick den „Overview-Effekt“, welcher bei vielen die Perspektive auf den Planeten und die darauf lebende Menschheit verändert hat. 

„Eine Eigenschaft des Raumschiffs Erde ist: Keiner kann aussteigen. Wir müssen die Reise durchs All gemeinsam fortsetzen, ob uns alle Mitreisenden sympathisch sind oder nicht.“

## Kritik
Der deutsch-französische Soziologe Steffen Roth hat aufgezeigt, dass das Raumschiff Erde, wenn es je verwirklicht würde, die vollkommenste totale Institution darstellen würde, die je in der Geschichte der Menschheit geschaffen wurde. In diesem Zusammenhang zeigt Roth auch anhand von Quellen auf, dass es sich bei dem sog. „Overview-Effekt“ nicht um ein Resultat der menschlichen Beobachtungen der Erde aus dem Weltall handelt, sondern um eine Perspektive, die einschlägige Autoren bereits deutlich vor der bemannten Raumfahrt eingenommen haben.